# Serie A 2024 (baseball)
La Serie A 2024 è stata la 77ª edizione del massimo campionato italiano di baseball.
Al posto della rinunciataria Cervignano sono stati ripescati i Lions Nettuno.

## Formula
Così come avvenuto l'anno precedente, nella prima fase le 30 partecipanti vengono suddivise in cinque gironi da sei squadre.
Una novità è rappresentata dal fatto che le sei "big" del campionato sono tutte inserite nel girone A, in cui si disputano tre gare da sette inning ogni con formula di andata e ritorno. Le prime quattro classificate di questo girone specifico accedono direttamente ai play-off scudetto, mentre le ultime due disputano i turni preliminari play-off.
Le squadre degli altri gironi B, C, D ed E giocano invece due gare settimanali da nove inning, anche in questo caso con formula di andata e ritorno. Le prime classificate di ciascun girone si qualificano per i turni preliminari play-off insieme alle già citate ultime due classificate del gruppo A. Tutte le altre squadre (ovvero le classificate dal secondo al quinto posto) dei gironi B, C, D ed E disputano invece la Poule Salvezza, seguita dai play-out.
Le quattro squadre qualificate dal girone A e le quattro squadre qualificate dai turni preliminari play-off disputano i quarti di finale dei play-off, seguiti da semifinali e finali.

## Squadre
Girone A
- Big Mat BSC Grosseto
- Hotsand Macerata Angels
- New Energy BBC Grosseto
- ParmaClima
- San Marino Baseball
- UnipolSai Bologna

Girone B
- BC Settimo
- Camec Collecchio
- Comcor Modena
- Milano 1946
- Platform-TMC Poviglio
- Tecnovap Verona

Girone C
- Cagliari BC
- Farma Crocetta
- Gereon Engineering Ronchi dei Legionari
- ITAS Mutua Rovigo
- New Rimini Baseball Softball
- Padova Baseball Softball Club

Girone D
- Athletics Bologna
- Godo Baseball
- Lions Nettuno
- Lupi Auto Fiorentina
- Nettuno BC 1945
- Padule Sesto Fiorentino

Girone E
- Campidonico Grizzlies Torino
- Catalana Alghero
- Ciemme Oltretorrente
- Codogno Baseball '67
- Palfinger Reggio Emilia
- Tecnograniti Senago

## Risultati

### Prima fase

#### Girone A

##### Classifica
| Pos | Squadra                 | G  | V  | P  | PCT  | GB | Qualificazione                        |
| --- | ----------------------- | -- | -- | -- | ---- | -- | ------------------------------------- |
| 1   | ParmaClima              | 30 | 20 | 10 | .667 | 0  | Ammesse ai play-off scudetto          |
| 2   | UnipolSai Bologna       | 30 | 20 | 10 | .667 | 0  | Ammesse ai play-off scudetto          |
| 3   | San Marino Baseball     | 30 | 19 | 11 | .633 | 1  | Ammesse ai play-off scudetto          |
| 4   | Hotsand Macerata Angels | 30 | 15 | 15 | .500 | 5  | Ammesse ai play-off scudetto          |
| 5   | Big Mat BSC Grosseto    | 30 | 10 | 20 | .333 | 10 | Ammesse ai turni preliminari play-off |
| 6   | New Energy BBC Grosseto | 30 | 6  | 24 | .200 | 14 | Ammesse ai turni preliminari play-off |

Partite e risultati: FIBS

#### Girone B

##### Classifica
| Pos | Squadra               | G  | V  | P  | PCT  | GB | Qualificazione                        |
| --- | --------------------- | -- | -- | -- | ---- | -- | ------------------------------------- |
| 1   | Camec Collecchio      | 20 | 17 | 3  | .850 | 0  | Ammessa ai turni preliminari play-off |
| 2   | Tecnovap Verona       | 20 | 12 | 8  | .600 | 5  | Ammesse alla poule salvezza           |
| 3   | Platform-TMC Poviglio | 18 | 9  | 9  | .500 | 7  | Ammesse alla poule salvezza           |
| 4   | Comcor Modena         | 18 | 7  | 11 | .389 | 9  | Ammesse alla poule salvezza           |
| 5   | BC Settimo            | 16 | 5  | 11 | .313 | 10 | Ammesse alla poule salvezza           |
| 6   | Milano 1946           | 20 | 6  | 14 | .300 | 11 | Ammesse alla poule salvezza           |

Partite e risultati: FIBS

#### Girone C

##### Classifica
| Pos | Squadra                                 | G  | V  | P  | PCT  | GB  | Qualificazione                        |
| --- | --------------------------------------- | -- | -- | -- | ---- | --- | ------------------------------------- |
| 1   | ITAS Mutua Rovigo                       | 20 | 14 | 6  | .700 | 0   | Ammessa ai turni preliminari play-off |
| 2   | Farma Crocetta                          | 20 | 12 | 8  | .600 | 2   | Ammesse alla poule salvezza           |
| 3   | New Rimini Baseball Softball            | 19 | 11 | 8  | .579 | 2.5 | Ammesse alla poule salvezza           |
| 4   | Cagliari BC                             | 20 | 8  | 12 | .400 | 6   | Ammesse alla poule salvezza           |
| 5   | Gereon Engineering Ronchi dei Legionari | 19 | 7  | 12 | .368 | 6.5 | Ammesse alla poule salvezza           |
| 6   | Padova Baseball Softball Club           | 20 | 7  | 13 | .350 | 7   | Ammesse alla poule salvezza           |

Partite e risultati: FIBS

#### Girone D

##### Classifica
| Pos | Squadra                 | G  | V  | P  | PCT  | GB | Qualificazione                        |
| --- | ----------------------- | -- | -- | -- | ---- | -- | ------------------------------------- |
| 1   | Nettuno BC 1945         | 20 | 19 | 1  | .950 | 0  | Ammessa ai turni preliminari play-off |
| 2   | Godo Baseball           | 20 | 13 | 7  | .650 | 6  | Ammesse alla poule salvezza           |
| 3   | Athletics Bologna       | 20 | 12 | 8  | .600 | 7  | Ammesse alla poule salvezza           |
| 4   | Lupi Auto Fiorentina    | 20 | 12 | 8  | .600 | 7  | Ammesse alla poule salvezza           |
| 5   | Lions Nettuno           | 20 | 4  | 16 | .200 | 15 | Ammesse alla poule salvezza           |
| 6   | Padule Sesto Fiorentino | 20 | 0  | 20 | .000 | 19 | Ammesse alla poule salvezza           |

Partite e risultati: FIBS

#### Girone E

##### Classifica
| Pos | Squadra                      | G  | V  | P  | PCT  | GB | Qualificazione                        |
| --- | ---------------------------- | -- | -- | -- | ---- | -- | ------------------------------------- |
| 1   | Palfinger Reggio Emilia      | 20 | 18 | 2  | .900 | 0  | Ammessa ai turni preliminari play-off |
| 2   | Codogno Baseball '67         | 20 | 13 | 7  | .650 | 5  | Ammesse alla poule salvezza           |
| 3   | Ciemme Oltretorrente         | 20 | 10 | 10 | .500 | 8  | Ammesse alla poule salvezza           |
| 4   | Catalana Alghero             | 20 | 9  | 11 | .450 | 9  | Ammesse alla poule salvezza           |
| 5   | Tecnograniti Senago          | 20 | 5  | 15 | .250 | 13 | Ammesse alla poule salvezza           |
| 6   | Campidonico Grizzlies Torino | 20 | 5  | 15 | .250 | 13 | Ammesse alla poule salvezza           |

Partite e risultati: FIBS

### Turni preliminari play-off

#### Turno preliminare 1
|  | TP1A             |                  |    |   |    |  |
|  |                  |                  |    |   |    |  |
|  | Camec Collecchio | Camec Collecchio | 1  | 6 | 4  |  |
|  | Nettuno BC 1945  | Nettuno BC 1945  | 17 | 0 | 11 |  |

|  | TP1B                    |                         |                         |   |   |  |
|  |                         |                         |                         |   |   |  |
|  | Palfinger Reggio Emilia | Palfinger Reggio Emilia | Palfinger Reggio Emilia | 7 | 5 |  |
|  | ITAS Mutua Rovigo       | ITAS Mutua Rovigo       | ITAS Mutua Rovigo       | 0 | 1 |  |

Partite e risultati: FIBS

#### Turno preliminare 2
|  | TP2A                    |                         |                         |    |   |  |
|  |                         |                         |                         |    |   |  |
|  | New Energy BBC Grosseto | New Energy BBC Grosseto | New Energy BBC Grosseto | 19 | 8 |  |
|  | ITAS Mutua Rovigo       | ITAS Mutua Rovigo       | ITAS Mutua Rovigo       | 2  | 1 |  |

|  | TP2B                 |                      |                      |   |    |  |
|  |                      |                      |                      |   |    |  |
|  | Big Mat BSC Grosseto | Big Mat BSC Grosseto | Big Mat BSC Grosseto | 8 | 12 |  |
|  | Camec Collecchio     | Camec Collecchio     | Camec Collecchio     | 0 | 4  |  |

Partite e risultati: FIBS

### Poule Salvezza

#### Girone F

##### Classifica
| Pos | Squadra                 | G  | V | P  | PCT  | GB | Qualificazione      |
| --- | ----------------------- | -- | - | -- | ---- | -- | ------------------- |
| 1   | Camec Collecchio        | 10 | 9 | 1  | .900 | 0  | Salvezza            |
| 2   | Comcor Modena           | 12 | 9 | 3  | .750 | 1  | Salvezza            |
| 3   | Lupi Auto Fiorentina    | 12 | 8 | 4  | .667 | 2  | Salvezza            |
| 4   | Cagliari BC             | 10 | 6 | 4  | .600 | 3  | Salvezza            |
| 5   | Catalana Alghero        | 12 | 3 | 9  | .250 | 7  | Salvezza            |
| 6   | Lions Nettuno           | 12 | 3 | 9  | .250 | 7  | Salvezza            |
| 7   | Padule Sesto Fiorentino | 12 | 2 | 10 | .167 | 8  | Ammessa ai play-out |

Partite e risultati: FIBS

#### Girone G

##### Classifica
| Pos | Squadra                                 | G  | V  | P | PCT  | GB | Qualificazione      |
| --- | --------------------------------------- | -- | -- | - | ---- | -- | ------------------- |
| 1   | Padova Baseball Softball Club           | 12 | 10 | 2 | .833 | 0  | Salvezza            |
| 2   | Gereon Engineering Ronchi dei Legionari | 12 | 7  | 5 | .583 | 3  | Salvezza            |
| 3   | ITAS Mutua Rovigo                       | 10 | 6  | 4 | .600 | 3  | Salvezza            |
| 4   | Tecnovap Verona                         | 12 | 6  | 6 | .500 | 4  | Salvezza            |
| 5   | New Rimini Baseball Softball            | 10 | 4  | 6 | .400 | 5  | Salvezza            |
| 6   | Athletics Bologna                       | 12 | 4  | 8 | .333 | 6  | Salvezza            |
| 7   | Godo Baseball                           | 12 | 3  | 9 | .250 | 7  | Ammessa ai play-out |

Partite e risultati: FIBS

#### Girone H

##### Classifica
| Pos | Squadra                      | G  | V  | P  | PCT  | GB  | Qualificazione      |
| --- | ---------------------------- | -- | -- | -- | ---- | --- | ------------------- |
| 1   | Codogno Baseball '67         | 14 | 10 | 4  | .714 | 0   | Salvezza            |
| 2   | Farma Crocetta               | 13 | 8  | 5  | .615 | 1.5 | Salvezza            |
| 3   | Platform-TMC Poviglio        | 12 | 7  | 5  | .583 | 2   | Salvezza            |
| 4   | Milano 1946                  | 12 | 6  | 6  | .500 | 3   | Salvezza            |
| 5   | Tecnograniti Senago          | 11 | 5  | 6  | .455 | 3.5 | Salvezza            |
| 6   | Ciemme Oltretorrente         | 12 | 5  | 7  | .417 | 4   | Salvezza            |
| 7   | BC Settimo                   | 14 | 6  | 8  | .429 | 4   | Salvezza            |
| 8   | Campidonico Grizzlies Torino | 14 | 4  | 10 | .286 | 6   | Ammessa ai play-out |

Partite e risultati: FIBS

### Play-out
A causa della rinuncia del Padule a disputare i play-out, questa fase, anziché essere strutturata su un girone da tre squadre, si trasforma in un'unica serie tra le altre due squadre che avevano terminato all'ultimo posto il rispettivo girone di Poule Salvezza, ovvero Godo e Torino. La serie viene giocata al meglio delle tre partite sul campo neutro di Reggio Emilia.
|  | Play-out                     |                              |    |   |   |  |
|  |                              |                              |    |   |   |  |
|  | Campidonico Grizzlies Torino | Campidonico Grizzlies Torino | 12 | 5 | 0 |  |
|  | Godo Baseball                | Godo Baseball                | 18 | 2 | 5 |  |

Torino retrocede in Serie B.
Partite e risultati: FIBS

## Play-off
|  | Quarti di finale | Quarti di finale        | Quarti di finale        | Quarti di finale    | Quarti di finale | Quarti di finale | Quarti di finale  |   |   | Semifinali | Semifinali | Semifinali | Semifinali | Semifinali | Semifinali | Semifinali | Semifinali | Semifinali |  |  | Italian Baseball Series | Italian Baseball Series | Italian Baseball Series | Italian Baseball Series | Italian Baseball Series | Italian Baseball Series | Italian Baseball Series | Italian Baseball Series | Italian Baseball Series |
|  |                  |                         |                         |                     |                  |                  |                   |   |   |            |            |            |            |            |            |            |            |            |  |  |                         |                         |                         |                         |                         |                         |                         |                         |                         |
|  |                  | ParmaClima              | 9                       | 1                   | 11               |                  |                   |   |   |            |            |            |            |            |            |            |            |            |  |  |                         |                         |                         |                         |                         |                         |                         |                         |                         |
|  |                  | Nettuno BC 1945         | 1                       | 0                   | 1                |                  |                   |   |   |            |            |            |            |            |            |            |            |            |  |  |                         |                         |                         |                         |                         |                         |                         |                         |                         |
|  |                  | Nettuno BC 1945         | 1                       | 0                   | 1                |                  | ParmaClima        | 4 | 3 | 12         | 3          | 6          | 0          | 4          |            |            |            |            |  |  |                         |                         |                         |                         |                         |                         |                         |                         |                         |
|  |                  |                         |                         |                     |                  |                  |                   | 4 | 3 | 12         | 3          | 6          | 0          | 4          |            |            |            |            |  |  |                         |                         |                         |                         |                         |                         |                         |                         |                         |
|  |                  |                         | Hotsand Macerata Angels | 2                   | 0                | 3                | 4                 | 9 | 2 | 3          |            |            |            |            |            |            |            |            |  |  |                         |                         |                         |                         |                         |                         |                         |                         |                         |
|  |                  | Hotsand Macerata Angels | Hotsand Macerata Angels | 2                   | 0                | 3                | 4                 | 9 | 2 | 3          | 5          | 11         | 2          | 5          |            |            |            |            |  |  |                         |                         |                         |                         |                         |                         |                         |                         |                         |
|  |                  | Hotsand Macerata Angels |                         |                     |                  |                  |                   |   |   |            | 5          | 11         | 2          | 5          |            |            |            |            |  |  |                         |                         |                         |                         |                         |                         |                         |                         |                         |
|  |                  | Big Mat BSC Grosseto    | 2                       | 1                   | 11               | 1                |                   |   |   |            |            |            |            |            |            |            |            |            |  |  |                         |                         |                         |                         |                         |                         |                         |                         |                         |
|  |                  |                         |                         |                     |                  |                  |                   |   |   |            |            |            |            |            |            |            |            |            |  |  |                         | ParmaClima              | 4                       | 9                       | 2                       | 5                       | 6                       |                         |                         |
|  |                  |                         |                         | San Marino Baseball | 2                | 7                | 0                 | 7 | 0 |            |            |            |            |            |            |            |            |            |  |  |                         |                         |                         |                         |                         |                         |                         |                         |                         |
|  |                  | UnipolSai Bologna       | 4                       | 3                   | 2                |                  |                   |   |   |            |            |            |            |            |            |            |            |            |  |  |                         |                         |                         |                         |                         |                         |                         |                         |                         |
|  |                  | Palfinger Reggio Emilia | 2                       | 0                   | 1                |                  |                   |   |   |            |            |            |            |            |            |            |            |            |  |  |                         |                         |                         |                         |                         |                         |                         |                         |                         |
|  |                  | Palfinger Reggio Emilia | 2                       | 0                   | 1                |                  | UnipolSai Bologna | 4 | 9 | 2          | 1          | 2          |            |            |            |            |            |            |  |  |                         |                         |                         |                         |                         |                         |                         |                         |                         |
|  |                  |                         |                         |                     |                  |                  |                   | 4 | 9 | 2          | 1          | 2          |            |            |            |            |            |            |  |  |                         |                         |                         |                         |                         |                         |                         |                         |                         |
|  |                  |                         | San Marino Baseball     | 8                   | 3                | 4                | 6                 | 5 |   |            |            |            |            |            |            |            |            |            |  |  |                         |                         |                         |                         |                         |                         |                         |                         |                         |
|  |                  | San Marino Baseball     | San Marino Baseball     | 8                   | 3                | 4                | 6                 | 5 | 3 | 14         | 3          | 6          |            |            |            |            |            |            |  |  |                         |                         |                         |                         |                         |                         |                         |                         |                         |
|  |                  | San Marino Baseball     |                         |                     |                  |                  |                   |   | 3 | 14         | 3          | 6          |            |            |            |            |            |            |  |  |                         |                         |                         |                         |                         |                         |                         |                         |                         |
|  |                  | New Energy BBC Grosseto | 4                       | 2                   | 2                | 0                |                   |   |   |            |            |            |            |            |            |            |            |            |  |  |                         |                         |                         |                         |                         |                         |                         |                         |                         |

Partite e risultati: FIBS